# Пол Хоган
Пол Хоган (енгл. Paul Hogan; Сиднеј, Нови Јужни Велс, 8. октобар 1939) аустралијски је позоришни, филмски и ТВ глумац, комичар, продуцент и сценариста.